# Centrale hydroélectrique Dzoraget
 (décembre 2015).
Si vous disposez d'ouvrages ou d'articles de référence ou si vous connaissez des sites web de qualité traitant du thème abordé ici, merci de compléter l'article en donnant les références utiles à sa vérifiabilité et en les liant à la section « Notes et références ».
La centrale hydroélectrique Dzoraget (en arménien : Ձորագետի հիդրոէլեկտրակայան) est située dans le village de Dzoraget en Arménie.
La romancière soviétique Mariette Chaguinian a écrit un roman sur la centrale, intitulé Hydrocentrale, en 1931.